# Ареццо (футбольный клуб)
«Ареццо» (итал. S.S. Arezzo) — итальянский футбольный клуб из одноимённого города, выступающий в Серии D группа E, четвёртом по силе дивизионе чемпионата Италии. Основан в 1923 году. Домашние матчи проводит на стадионе «Читта ди Ареццо», вмещающем 13 128 зрителей. «Ареццо» никогда в своей истории не поднимался в Серию А, лучшим достижением клуба в Серии B стало 5-е место в сезоне 1983/84.